# Kolbeinn Sigþórsson
Kolbeinn Sigþórsson, né le 14 mars 1990 à Reykjavik, est un ancien footballeur international islandais qui évoluait au poste d'attaquant.

## Biographie

### Enfance et formation
Kolbeinn Sigþórsson, est né le 14 mars 1990 à Reykjavik, capitale de l'Islande et siège de la plupart des clubs de football que compte le pays. Il signe d'ailleurs sa première licence à l'âge de 6 ans au Víkingur Reykjavik où il reste jusqu'en 2006. En effet, le 11 mars 2006, soit quelques jours avant de fêter ses 16 ans, il intègre les rangs du HK Kópavogur qui participe alors à la saison 2006 de D2 islandaise. Il ne prend part qu'à 5 matchs de championnat avant d'attirer l'attention de plusieurs clubs européens comme le Real Madrid. Kolbeinn, qui est en contacts avancés avec Arsenal, effectue même deux allers-retours à Londres. Il est finalement recruté par l'AZ Alkmaar, équipe de D1 néerlandaise le 4 juillet 2007 en échange d'une somme de 150 000 €.

### AZ Alkmaar
Kolbeinn Sigþórsson joue pendant trois saisons en équipe réserve avant d'être intégré dans le groupe professionnel en juillet 2010. Ses performances à l'entraînement convainquent son entraîneur de le faire entrer en jeu pour la première fois en équipe première à la 75e minute d'un match de Ligue Europa, le 5 août 2010, dans un match à Göteborg qui se solde par une défaite de 1 à 0. Il n'attendra pas longtemps avant d'inscrire son premier but en pro puisque cela interviendra le 28 août 2010 contre l'Excelsior Rotterdam. Il s'impose rapidement comme le titulaire à la pointe de son équipe et devient l'un des attaquants les plus prolifiques d'Eredivisie. Le 29 janvier 2011, il inscrit un quintuplé en championnat contre le VVV Venlo. Au total, il inscrit 15 buts en 32 matchs en championnat.

### Ajax Amsterdam
Son éclosion à l'AZ Alkmaar ne laisse pas insensible les clubs de plus gros calibre. En juin 2011, il signe un contrat de trois ans avec l'Ajax Amsterdam qui dépense 4 millions d'euros pour l'acquérir. Il inscrit son premier but sous ses nouvelles couleurs à l'occasion d'un match de préparation contre le Brøndby IF. Sa première apparition officielle intervient le 30 juillet 2011 lors de la Supercoupe néerlandaise opposant l'Ajax, champion national, au FC Twente, vainqueur de la coupe néerlandaise. Le club d'Amsterdam s'incline 2-1 à l'Amsterdam ArenA.

### FC Nantes
Après quatre saisons aux Pays-Bas, il quitte l'Ajax Amsterdam. Le 2 juillet 2015, il s'engage pour cinq saisons avec le FC Nantescontre une indemnité de transfert de 3 millions d'euros. Il y porte le numéro 9.
Lors du début de championnat, il n'arrive pas à s'imposer sur le front de l'attaque, notamment à cause de sa blessure au genou et à ses problèmes personnels. Le 4 novembre 2015, il inscrit son premier but en Ligue 1 et offre la victoire à Nantes (2-1) lors d'un déplacement à Nice. Il s'agit de son seul but lors de la première moitié de saison.
Début 2016, il marque son premier but au stade de la Beaujoire face à Saint-Étienne (2-1) et marque une seconde fois à domicile, au bout de 35 secondes, contre Bordeaux (2-2).
Son apport dans le jeu du FC Nantes est contesté tant par les observateurs que ses coéquipiers. Il se voit notamment reprocher son attitude et sa volonté de se ménager pour l'Euro 2016.
Le 30 août 2016, il est prêté au Galatasaray SK, avec une option d'achat estimée à 3,8 millions d'euros.
Le 29 décembre 2016, Galatasaray informe dans un communiqué avoir mis fin contrat du joueur. Il n'avait pas joué une minute depuis son arrivée à cause d'une blessure au genou.
Le 12 mai 2018, il rentre à la 82e minute d'un match contre Angers, faisant donc son retour, près de deux ans après sa dernière apparition sur un terrain.
Mis à l'écart du groupe nantais, il résilie son contrat en mars 2019.

### AIK Solna
Le 31 mars 2019, il s'engage pour deux saisons avec l'AIK Solna.

### IFK Göteborg
Il rejoint le club le 27 janvier 2021, en transfert libre pour la durée d'une saison, il demeure donc en Suède,. Il effectue un début prometteur faisant de lui un joueur clé du club, mais à la suite de la nouvelle de son implication dans une agression sexuelle, il est suspendu provisoirement de l'équipe. Le club annonce ensuite qu'il restera et continuera à jouer, cependant en raison d'une blessure au pied, il finit par manquer le reste de la saison. Le 7 décembre 2021, il est annoncé qu'il quittera le club, son contrat arrivant à terme.

### En sélection
Kolbeinn Sigthorsson honora sa première sélection le 21 mars 2010 lors d'un match amical face aux îles Féroé, remporté par les Islandais 2-0. Il marque entre autres le deuxième but du match amical contre la France le 27 mai 2012.
Il est par la suite sélectionné par l'entraîneur Lars Lagerback pour faire partie des 23 joueurs participant à l'Euro 2016. Lors du tournoi en France, il participe à la compétition avec son équipe nationale, l'aventure s'arrête en quart de finale lorsque l'Islande perd contre l'équipe de France (2-5). En huitième de finale de l'Euro 2016, il marque le deuxième but de l'Islande contre l'Angleterre, qualifiant ainsi son équipe pour les quarts de finale. Lors du quart de finale opposant l'équipe de France à l'Islande, il marque son deuxième et dernier but de la compétition. En effet, l'Islande perd le match 5 buts à 2. Après ses longues blessures, il n'est pas sélectionné pour la Coupe du monde 2018 avec l'Islande, malgré son retour à la compétition avec Nantes.
En 2021 son implication dans une affaire de violences et de harcèlement sexuel s'étant déroulée en 2017 entraîne sa mise à l'écart de la sélection nationale ainsi que de nombreuses démissions au sein de la Fédération islandaise de football.

## Style de jeu
Kolbeinn Sigthorsson est un joueur évoluant au poste d'avant centre.
Sa principale qualité réside dans ses capacités physiques. Il est très athlétique, puissant et dispose d'un bonne protection de balle.
Le domaine aérien est également son point fort, il est doté d'une bonne détente et d'un jeu de tête précis faisant de lui un bon pivot. Il possède une puissante et précise frappe des deux pieds.
Sa vitesse de pointe est très élevée, comme nous le prouve son accélération à 31,5 km/h durant l'Euro 2016.

## Statistiques
| Saison                | Club                  | Championnat           | Championnat | Championnat | Coupe nationale | Coupe nationale | Coupe de la Ligue | Coupe de la Ligue | Supercoupe | Supercoupe | Compétition(s) continentale(s) | Compétition(s) continentale(s) | Compétition(s) continentale(s) | Autres compétitions | Autres compétitions | Autres compétitions | Islande | Islande | Total | Total |
| Saison                | Club                  | Division              | M.          | B.          | M.              | B.              | M.                | B.                | M.         | B.         | Comp.                          | M.                             | B.                             | Comp.               | M.                  | B.                  | M.      | B.      | M.    | B.    |
| 2006                  | HK Kópavogur          | 1. deild karla        | 5           | 1           | 0               | 0               | 0                 | 0                 | -          | -          | -                              | -                              | -                              | -                   | -                   | -                   | -       | -       | 5     | 1     |
| Sous-total            | Sous-total            | Sous-total            | 5           | 1           | 0               | 0               | 0                 | 0                 | 0          | 0          | -                              | 0                              | 0                              | -                   | 0                   | 0                   | 0       | 0       | 5     | 1     |
| 2007-2008             | AZ Alkmaar            | -                     | 0           | 0           | 0               | 0               | -                 | -                 | -          | -          | -                              | -                              | -                              | -                   | -                   | -                   | -       | -       | 0     | 0     |
| 2008-2009             | AZ Alkmaar            | -                     | 0           | 0           | 0               | 0               | -                 | -                 | -          | -          | -                              | -                              | -                              | -                   | -                   | -                   | -       | -       | 0     | 0     |
| 2009-2010             | AZ Alkmaar            | -                     | 0           | 0           | 0               | 0               | -                 | -                 | -          | -          | -                              | -                              | -                              | -                   | -                   | -                   | 3       | 2       | 3     | 2     |
| 2010-2011             | AZ Alkmaar            | Eredivisie            | 32          | 15          | 2               | 0               | -                 | -                 | -          | -          | C3                             | 9                              | 3                              | -                   | -                   | -                   | 3       | 1       | 46    | 19    |
| Sous-total            | Sous-total            | Sous-total            | 32          | 15          | 2               | 0               | 0                 | 0                 | 0          | 0          | -                              | 9                              | 3                              | -                   | 0                   | 0                   | 6       | 3       | 49    | 21    |
| 2011-2012             | Ajax Amsterdam        | Eredivisie            | 14          | 7           | 0               | 0               | -                 | -                 | 1          | 0          | C1+C3                          | 2+0                            | 0+0                            | -                   | -                   | -                   | 4       | 3       | 21    | 10    |
| 2012-2013             | Ajax Amsterdam        | Eredivisie            | 15          | 7           | 2               | 2               | -                 | -                 | 1          | 0          | C1+C3                          | 2+0                            | 0+0                            | -                   | -                   | -                   | 4       | 2       | 24    | 11    |
| 2013-2014             | Ajax Amsterdam        | Eredivisie            | 30          | 10          | 4               | 1               | -                 | -                 | 1          | 1          | C1+C3                          | 5+2                            | 0+0                            | -                   | -                   | -                   | 9       | 7       | 51    | 19    |
| 2014-2015             | Ajax Amsterdam        | Eredivisie            | 21          | 7           | 0               | 0               | -                 | -                 | 1          | 0          | C1+C3                          | 4+1                            | 0                              | -                   | -                   | -                   | 6       | 2       | 33    | 9     |
| Sous-total            | Sous-total            | Sous-total            | 80          | 31          | 6               | 3               | 0                 | 0                 | 4          | 1          | -                              | 13+3                           | 0                              | -                   | 0                   | 0                   | 23      | 14      | 129   | 49    |
| 2015-2016             | FC Nantes             | Ligue 1               | 26          | 3           | 3               | 1               | 0                 | 0                 | -          | -          | -                              | -                              | -                              | -                   | -                   | -                   | 15      | 5       | 44    | 9     |
| 2016-2017             | FC Nantes             | Ligue 1               | 2           | 0           | 0               | 0               | 0                 | 0                 | -          | -          | -                              | -                              | -                              | -                   | -                   | -                   | 0       | 0       | 2     | 0     |
| Sous-total            | Sous-total            | Sous-total            | 28          | 3           | 3               | 1               | 0                 | 0                 | 0          | 0          | -                              | 0                              | 0                              | -                   | 0                   | 0                   | 15      | 5       | 46    | 9     |
| 2016-2017             | Galatasaray SK (prêt) | Süper Lig             | 0           | 0           | 0               | 0               | 0                 | 0                 | -          | -          | -                              | -                              | -                              | -                   | -                   | -                   | 0       | 0       | 0     | 0     |
| Sous-total            | Sous-total            | Sous-total            | 0           | 0           | 0               | 0               | 0                 | 0                 | 0          | 0          | -                              | 0                              | 0                              | -                   | 0                   | 0                   | 0       | 0       | 0     | 0     |
| 2017-2018             | FC Nantes             | Ligue 1               | 2           | 0           | 0               | 0               | 0                 | 0                 | -          | -          | -                              | -                              | -                              | -                   | -                   | -                   | 0       | 0       | 2     | 0     |
| Total sur la carrière | Total sur la carrière | Total sur la carrière | 145         | 50          | 11              | 4               | 0                 | 0                 | 4          | 1          | -                              | 13+12                          | 3                              | -                   | 0                   | 0                   | 44      | 22      | 229   | 80    |

## Palmarès
- Ajax Amsterdam
  - Vainqueur du Championnat des Pays-Bas en 2012, 2013 et 2014
  - Vainqueur de la Supercoupe des Pays-Bas en 2013.